# Дита Санац (Верчели)
Дита Санац је насеље у Италији у округу Верчели, региону Пијемонт.
Према процени из 2011. у насељу је живело 3 становника. Насеље се налази на надморској висини од 288 м.